# Rosbach vor der Höhe
Rosbach vor der Höhe (ufficialmente: Rosbach v.d. Höhe) è una città tedesca situata nel land dell'Assia.